# Southern Independence Party
Southern Independence Party (Partit de la Independència Sureny, SIP). Plataforma política creada a New Braunfels (Texas) el 4 de març del 2000 per Jerry Baxley, antic cap del Southern Party (SP) i Al Benson Jr. El juny del 2000 fou enregistrat legalment com a partit i ha organitzat dues convencions on han promogut la refundació dels antics Estats Confederats d'Amèrica per vies legals amb representants dels antics estats membres. Gràcies a ell es va constituir una Federació d'Estats amb Vance Beaudreau com a secretari. Sovint s'ha enfrontat amb el Southern Party per qüestions de lideratge del moviment neoconfederat.